# Johann Michael Scheffelt

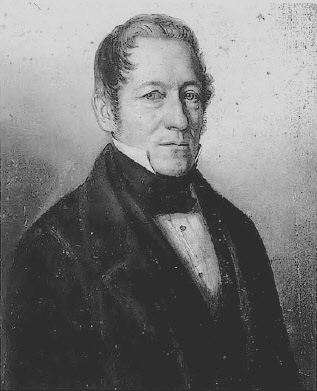
Johann Michael Scheffelt

Johann Michael Scheffelt (* 14. März 1795 in Mundingen; † 13. November 1853 in Williamsville) war Vogt von Steinen und republikanischer Abgeordneter der 2. Kammer der badischen Ständeversammlung und der badischen verfassunggebenden Versammlung von 1849.

## Leben
Scheffelt war der Sohn des Richters und Almosenpflegers von Mundingen, Johann Jakob Scheffelt (1755–1813), und dessen zweiter Ehefrau, Susanne Brodbeck († 1796). Seine Ausbildung erhielt er am Pädagogium Lörrach und der Fellenbergschule in Hofwil. Am 4. März 1818 heiratete er Verena Grether aus Tumringen die Tochter des Tumringer Vogts Onophrion Grether. Mit ihr hatte er drei Söhne, Ernst Friedrich (1819–1866), Ludwig Onophrion (1822–1858) und Johann Friedrich (1827–1851). Er war Landwirt und Gastwirt und betrieb auch eine Brauerei. 1844 bezog er mit seiner Familie in Steinen einen Neubau, das heutige Gasthaus zur Sonne.

### Der Vogt von Steinen
Am 1. April 1818 zog Scheffelt nach Steinen, wo er den Hof seiner verwitweten Tante übernahm. Aufgrund seiner in Hofwil erworbenen Kenntnisse führte er in seiner Landwirtschaft neue Methoden ein und wechselte beispielsweise von der Dreifelderwirtschaft zur Fruchtwechselwirtschaft. Sein Erfolg machte seine Landwirtschaft zum Vorbild für die örtlichen Bauern. 1820 wurde er in den Bürgerausschuss gewählt und 1822 wurde er Vogt von Steinen und Höllstein. Er nahm dieses Amt bis 1832 wahr und machte sich insbesondere durch die Initiierung von Hochwasserschutzmaßnahmen an Steinenbach und Wiese verdient. 1836 wurde er von der Gemeinde mit der Abwicklung der Zehntablösung beauftragt.

### Der Politiker
Er war Mitglied der badischen Ständeversammlung (1835 bis 1841) für den Wahlbezirk der Ämter Schopfheim und Kandern und 1846 bis 14. Mai 1849 für den Wahlbezirk des Amtes Lörrach und zählte in der badischen Kammer zu den Republikanern. Vom 10. Juni 1849 bis 28. Juni 1849 (während der badischen Revolution) war Scheffelt Mitglied der badischen verfassunggebenden Versammlung.
Nach dem Einmarsch der Preußen in Baden 1849 floh Scheffelt zunächst nach Langenbruck in der Schweiz und emigrierte dann in die USA. Er kam am 6. November 1849 mit der Hannah Brooker als Michel Schefelt gemeinsam mit dem 28 Jahre jüngeren Louis Schefelt in New York an und bewirtschafte danach einen kleinen Bauernhof in Williamsville bei Cheektowaga im Staat New York, USA. Scheffelt betrieb Gemüseanbau und hielt sich wenige Stücke Milchvieh.
In Baden wurde er am 28. Januar 1850 wegen Hochverrats zu sieben Jahren Zuchthaus verurteilt. Sein Vermögen war bereits am 16. Juli 1849 beschlagnahmt worden. Erst im Juni 1851 wurde es freigegeben, wobei seine Söhne 3000 Gulden an den Staat abführen mussten.

### Hecker über Scheffelt
Am 19. April 1848 – einen Tag vor dem Gefecht auf der Scheideck kam Friedrich Hecker mit seiner Freischar durch Steinen. In seinen Erinnerungen schrieb er: „Auch hier traf ich einen alten lieben Freund, den Abgeordneten Scheffelt aus der badischen Deputiertenkammer, der in Steinen wohnhaft ist. Ein schlichter, verständiger Mann, dessen politisches Leben nicht eine Stunde der Sache des Volkes untreu geworden ist. Sein Empfang war der eines betrübten und besorgten Freundes, er glaubte nicht an das Gelingen des Zuges, ich mochte sagen, was ich wollte.“

## Gedenken
In seinem Geburtsort, Emmendingen-Mundingen, gibt es eine Johann-Michael-Scheffelt-Straße.